# Kiosk
Kiosk è un framework che permette all'utente di limitare la capacità dell'ambiente KDE. È stato originariamente progettato per computer Kiosk. I computer Kiosk richiedono un ambiente molto spoglio e controllato per impedire agli utenti di fare qualcosa potenzialmente dannosa. Il framework Kiosk si rivela utile negli ambienti aziendali in cui gli utenti devono avere una limitata capacità di utilizzo dei software installati.